# December 31.
December 31. az év 365. (szökőévben 366.) napja a Gergely-naptár szerint.  Az év utolsó napja.
Névnapok: Szilveszter + Ajándék, Dára, Darina, Darinka, Donáta, Katalin, Katarina, Katerina, Kitti, Máriusz, Melani, Melánia, Szilvesztra, Ubul

## Események

### Politikai események
- 406 – A vandálok átkelnek a befagyott Rajnán és feldúlják Galliát.
- 1385 – II. Károly (Kis Károly) magyar király megkoronázása.
- 1621 – A nikolsburgi béke: II. Ferdinánd magyar király és Bethlen Gábor erdélyi fejedelem között.
- 1857 – Viktória, angol királynő hivatalosan Ottawát teszi meg Kanada fővárosának.
- 1897 – Brooklyn utolsó napja városként. 1898. január 1-jén New York Citybe olvasztották.
- 1944 – Felrobbantják az Újpesti vasúti hidat.
- 1946 – Truman amerikai elnök hivatalosan is befejezetté nyilvánítja a második világháborút.
- 1958 – Elmenekül országából a kubai diktátor, Fulgencio Batista.
- 1961 – Befejeződik a Marshall-segély program, miután 12 milliárd dollárt kaptak az igénylő országok.
- 1977 – Jabir al-Ahmad al-Jabir Al Sabah emír Kuvait uralkodója lesz .
- 1977 – Kambodzsa megszakítja diplomáciai kapcsolatát Vietnámmal.
- 1978 – Bezárják Tajvan washingtoni követségét, ezzel megszűnik a hivatalos diplomáciai kapcsolat Tajvan és az Egyesült Államok között.
- 1984 – Amerika kilép az UNESCO-ból.
- 1999 – Az 1979-es Panama-csatorna Egyezmény lejártával a Panamai Köztársaságra száll át a csatorna feletti felügyeleti jog.
- 1999 – Borisz Jelcin orosz elnök lemond Vlagyimir Putyin javára.
- 2012 – Tizenhárom év után befejezi küldetését Kelet-Timoron az ENSZ békefenntartói missziója (MINUT).[1]

### Tudományos és gazdasági események
- 1695 – Angliában bevezetik az ablakadót
- 1781 – Megalapítják az első amerikai bankot, a „Bank of North America”-t
- 1827 – Kolozsváron üzembe helyezik a közvilágítást[2]
- 1879 – Thomas Alva Edison először mutatja be nyilvánosan az általa feltalált elektromos fényforrást, a szénszálas izzólámpát
- 1895 – Megindul a forgalom a Dombóvár–Lepsény-vasútvonalon
- 1968 – Felszáll a szovjet Tupoljev-144-es, amely 1969. június 5-én az első utasszállító gép lett, amely átlépte a hangsebességet,
- 1974 – Utolsó forgalmi nap a Hetényegyháza–Kerekegyháza-vasútvonalon
- 1998 – Az Európai Központi Bank rögzíti a tagországok nemzeti devizái és az euró közötti végleges átváltási arányokat
- 2000 – A Windows NT 3.1 és 3.5 támogatásának megszűnése
- 2001 – A Windows 1.0, 2.x, NT 3.51 és 95 támogatásának megszűnése

### Kulturális események
- 1895 – A magyar államiság 1000. évének emlékére egy éven át tartó ünnepségsorozat kezdődik (éjfélkor)

#### Televíziós események
- 2006 – Megszűnt az Írisz TV magyar kereskedelmi csatorna
- 2012 – Megszűnt a Reflektor TV magyar kereskedelmi csatorna
- 2017 – Megszűnt a C8 magyar tüköradáscsatorna és a Sport M nevű sportcsatorna

#### Zenei események
- 1762 – Mozart családja elköltözik Bécsből Salzburgba
- 1961 – A Beach Boys amerikai rockzenekar első fellépése
- 1973 – Az AC/DC együttes első koncertje Sydney-ben, a Chequers klubban

### Egyéb események
- 1934 – A Szabadság téri bankrablás Budapesten
- 2006 – 4,1-es erősségű földrengés Budapesten, Gyömrő közeli epicentrummal

## Születések
- 1378 – III. Callixtus pápa († 1458)
- 1491 – Jacques Cartier francia felfedező († 1557)
- 1550 – I. Henrik guise-i herceg Joinville hercege (prince), majd Guise hercege (duc), Eu grófja, Franciaország pairje és nagymestere, a Katolikus Liga vezéregyénisége († 1588)
- 1747 – Gottfried August Bürger német költő († 1794)
- 1763 – Pierre Charles Silvestre de Villeneuve francia admirális († 1806)
- 1805 – Marie d’Agoult francia írónő (Daniel Stern álnéven), Liszt Ferenc élettársa († 1876)
- 1833 – Óváry Lipót történész, levéltáros, az MTA tagja († 1919)
- 1849 – Ábrányi Kornél magyar író, újságíró († 1913)
- 1869 – Henri Matisse francia festőművész († 1954)
- 1885 – Kuncz Aladár erdélyi magyar író, szerkesztő, műkritikus, műfordító († 1931)
- 1898 – Dobi István magyar politikus, miniszter, miniszterelnök, a Magyar Népköztársaság Elnöki Tanácsának elnöke († 1968)
- 1903 – Szőnyi Tibor magyar orvos, politikus, országgyűlési képviselő († 1949)
- 1906 – Bogen Erna magyar olimpiai bronzérmes vívónő († 2002)
- 1908 – Simon Wiesenthal osztrák holokauszttúlélő, nácivadász († 2005)
- 1909 – Kozma Endre magyar motor- és autóversenyző († 1942)
- 1926 – Richard Seaver amerikai műfordító, szerkesztő, könyvkiadó († 2009)
- 1927 – Ruttkai Éva Kossuth- és Jászai Mari-díjas magyar színésznő († 1986)
- 1931 – Giorgio Ardisson, olasz színész († 2014)
- 1936 – Vizi E. Szilveszter kétszeres Széchenyi-díjas magyar orvos, farmakológus, a Magyar Tudományos Akadémia elnöke
- 1937 – Sir Anthony Hopkins kétszeres Oscar-díjas brit-amerikai színész
- 1937 – Avram Hersko Nobel-díjas magyar származású izraeli orvos, patológus, biokémikus
- 1939 – Réti Árpád magyar színész, az egri Gárdonyi Géza Színház örökös tagja († 2021)
- 1941 – Sir Alex Ferguson skót labdarúgó-edző
- 1941 – Sarah Miles angol színésznő
- 1943 – Ben Kingsley Oscar-díjas angol színész
- 1943 – John Denver amerikai énekes († 1997)
- 1945 – Kertész Zsuzsa Kazinczy-díjas magyar rádió- és televízióbemondó, műsorvezető, pszichológus.
- 1947 – Várkonyi Gyula magyar festőművész († 2022)
- 1948 – Donna Summer Grammy-díjas amerikai énekesnő († 2012)
- 1948 – Joe Dallesandro amerikai színész
- 1949 – Boross Mária magyar színésznő
- 1953 – Budai Katalin magyar irodalomtörténész, kritikus († 2013)
- 1956 – Paramanga Ernest Yonli Burkina Faso miniszterelnöke († 2000)
- 1959 – Val Kilmer amerikai színész († 2025)
- 1962 – Berkes Gábor magyar zenész, zeneszerző, producer
- 1964 – Valentina Vargas chilei színésznő
- 1965 – Gong Li kínai színésznő
- 1974 – Mario Aerts belga kerékpározó
- 1977 – Psy dél-koreai énekes, rapper, dalszerző és televíziós műsorvezető
- 1979 – Hercegfalvi Zoltán magyar labdarúgó
- 1981 – Stefanovics Angéla Jászai Mari-díjas magyar színésznő, forgatókönyvíró, filmrendező
- 1981 – Szemenyei János magyar színész, zeneszerző
- 1984 – Rene Jacob Yougbare Burkina Faso-i úszó
- 1984 – Rusznák Adrienn magyar színésznő
- 1984 – Rusznák András magyar színész
- 1985 – Alekszandra Geraszimenya fehérorosz úszónő
- 1985 – Jonathan Horton amerikai tornász
- 1986 – Jailma Lima brazil atléta

## Halálozások
- 192 – Commodus a Római Birodalom császára (* 161)
- 335 – I. Szilveszter pápa a 33. pápa (* ismeretlen)
- 1384 – John Wycliffe angol teológus, reformátor (* 1324)
- 1583 – Thomas Erastus svájci protestáns teológus (* 1524)
- 1617 – Ludolph van Ceulen német származású holland erődítményépítő, vívómester és matematikus (a π (pi) a Ludolph-féle szám)  (* 1540)
- 1659 – Apáczai Csere János erdélyi magyar filozófus, természettudós, pedagógus, szakíró (* 1625)
- 1691 – Robert Boyle angol fizikus, kémikus, matematikus (* 1627)
- 1705 – Braganzai Katalin angol királyné (* 1638)
- 1719 – John Flamsteed angol csillagász, a Greenwichi Királyi Obszervatórium első királyi csillagásza (* 1646)
- 1788 – Jul Variboba itáliai albán költő; (* 1724)
- 1799 – Jean-François Marmontel francia történész és író (* 1723)
- 1830 – Félicité de Genlis, francia írónő, hárfás és pedagógus (* 1746)
- 1872 – Aleksis Kivi, svéd származású, finn író, a finn nyelvű irodalom egyik megteremtője (* 1834)
- 1877 – Gustave Courbet francia festőművész (* 1819)
- 1886 – Bánóczy Ferenc magyar megyei főjegyző (* 1829)
- 1891 – Kerkapoly Károly magyar jogi doktor, pénzügyminiszter, egyetemi tanár, a Magyar Tudományos Akadémia levelező tagja (* 1824)
- 1899 – Ion Creangă román író (* 1837)
- 1908 – Kollár Péter magyarországi szlovén író (* 1855)
- 1918 – Deininger Imre magyar mezőgazdász (* 1844)
- 1921 – Kiss József magyar költő (* 1843)
- 1937 – Czigány Dezső magyar festőművész (* 1883)
- 1944 – Gürtler Dénes esperes-plébános, felvidéki magyar politikus, magyarországi országgyűlési képviselő (* 1881)
- 1949 – Dáni Nándor magyar atléta, olimpiai ezüstérmes (* 1871)
- 1962 – Peéry Piri magyar színésznő, író (* 1904)
- 1976 – Bortnyik Sándor magyar festőművész, grafikus (* 1893)
- 1978 – Miskolczy Dezső magyar orvos (* 1894)
- 1979 – Luis Induni, olasz-spanyol színész (* 1920)
- 1980 – Kenny Eaton amerikai autóversenyző (* 1916)
- 1980 – Raoul Walsh amerikai filmrendező, az AMPAS művészeti akadémia alapító tagja (* 1887)
- 1985 – Ricky Nelson amerikai énekes (* 1940)
- 1989 – Lantos Mihály magyar labdarúgó (* 1928)
- 1993 – Brandon Teena amerikai állampolgár, akit nemi hovatartozása miatt meggyilkoltak (* 1972)
- 1994 – Woody Strode afroamerikai amerikaifutball|-játékos, filmszínész (* 1914)
- 2006 – Liese Prokop osztrák belügyminiszter, olimpiai ezüstérmes atléta (* 1941)
- 2013 – James Avery amerikai színész (* 1945)
- 2015 – Natalie Cole amerikai popénekes, dalszerző és előadóművész (* 1950)
- 2021 – Betty White Emmy-díjas amerikai színésznő (* 1922)
- 2021 – Babicsek Bernát magyar színész, zenész, harmonikaművész (* 1980)
- 2022 – XVI. Benedek pápa (* 1927)

## Nemzeti ünnepek, emléknapok, világnapok
→Sablonvita:Ünnepek/12-31:
- 2025 utolsó napja, szilveszteri óévbúcsúztató[3]
- Szent I. Szilveszter római pápa emléknapja a katolikus egyházban[4]
- Labouré Szent Katalin francia irgalmas nővér, a csodás érem megalkotójának emléknapja a katolikus egyházban[5]